# Homodes erizesta
Homodes erizesta är en fjärilsart som beskrevs av Turner 1902. Homodes erizesta ingår i släktet Homodes och familjen nattflyn. Inga underarter finns listade i Catalogue of Life.